# Souper Ligka Ellada 2024-2025
La Souper Ligka Ellada 2024-2025, anche nota come Stoiximan Super League 2024-2025 per motivi di sponsorizzazione, è stata l'89ª edizione della massima divisione del campionato greco di calcio, la 66ª dall'introduzione del girone unico. La stagione è iniziata il 17 agosto 2024 ed è terminata il 18 maggio 2025.
Il PAOK è la squadra campione in carica, avendo vinto il campionato per la quarta volta nella sua storia. Il titolo è stato vinto dall'Olympiacos, alla sua quarantottesima vittoria nazionale.

## Stagione

### Novità
Al termine della stagione precedente Kīfisias e PAS Giannina, ultime due classificate, sono state retrocesse in Souper Ligka Ellada 2, dalla quale sono state promosse Levadeiakos e Athens Kallithea, vincitrici rispettivamente dei gironi nord e sud.

### Formula
Le 14 squadre partecipanti si affrontano in un girone all'italiana con partite di andata e ritorno, per un totale di 26 giornate.
Le prime 6 classificate partecipano alla poule scudetto, affrontandosi in un girone all'italiana con partite di andata e ritorno, per un totale di 10 giornate. Le squadre mantengono il punteggio guadagnato durante la stagione regolare. La squadra prima classificata è campione della Grecia e si qualifica alla UEFA Champions League 2025-2026 come la seconda; la terza e la quarta classificate, o la quinta se c'è di mezzo la vincente della Coppa di Grecia 2024-2025, si qualificano alla UEFA Conference League 2025-2026.
Le squadre classificate dal 7º al 14º posto partecipano alla poule retrocessione, affrontandosi in un girone all'italiana con partite di sola andata, per un totale di 7 giornate. Le squadre mantengono il punteggio guadagnato durante la stagione regolare. Le ultime 2 classificate retrocedono in Souper Ligka 2.

## Squadre partecipanti
| Club             | Città     | Stadio                          | Stagione precedente            |
| ---------------- | --------- | ------------------------------- | ------------------------------ |
| AEK Atene        | Atene     | Stadio Agia Sophia              | 2° in Souper Ligka             |
| Arīs Salonicco   | Salonicco | Stadio Kleanthis Vikelidis      | 5° in Souper Ligka             |
| Asteras Tripolīs | Tripoli   | Stadio Theodōros Kolokotrōnīs   | 8° in Souper Ligka             |
| Athens Kallithea | Kallithea | Grigoris Lambrakis Stadium      | 1° in Souper Ligka/B, promosso |
| Atromītos        | Peristeri | Stadio Peristeri                | 11° in Souper Ligka            |
| Lamia            | Lamia     | Stadio municipale               | 6° in Souper Ligka             |
| Levadeiakos      | Livadeia  | Stadio municipale Livadeia      | 1° in Souper Ligka/A, promosso |
| OFI Creta        | Candia    | Stadio Theodoros Vardinogiannis | 10° in Souper Ligka            |
| Olympiacos       | Il Pireo  | Stadio Geōrgios Karaiskakīs     | 3° in Souper Ligka             |
| Panaitōlikos     | Agrinio   | Stadio Panaitolikou             | 9° in Souper Ligka             |
| Panathīnaïkos    | Atene     | Stadio Apostolos Nikolaidis     | 4° in Souper Ligka             |
| Panserraïkos     | Serres    | Stadio Municipale di Serres     | 7° in Souper Ligka             |
| PAOK             | Salonicco | Stadio Toumba                   | Campione di Grecia             |
| Volo             | Volo      | Stadio Panthessaliko            | 12° in Souper Ligka            |

## Allenatori e primatisti
| Squadra          | Allenatore                                                                     | Calciatore più presente | Cannoniere |
| ---------------- | ------------------------------------------------------------------------------ | ----------------------- | ---------- |
| AEK Atene        | Matías Almeyda                                                                 |                         |            |
| Arīs Salonicco   | Apostolos Mantzios (1ª-13ª) Marinos Ouzounidis (14ª-)                          |                         |            |
| Asteras Tripolīs | Milan Rastavac (1ª-7ª) Savvas Pantelidīs (8ª-)                                 |                         |            |
| Athens Kallithea | Massimo Donati (1ª-14ª) Stelios Malezas (15ª-)                                 |                         |            |
| Atromītos        | Pablo García                                                                   |                         |            |
| Lamia            | Leōnidas Vokolos (1ª-18ª) Athanasios Staikos (19ª-)                            |                         |            |
| Levadiakos       | Nikos Papadopoulos                                                             |                         |            |
| OFI Creta        | Traïanos Dellas (1ª-7ª) Milan Rastavac (8ª-)                                   |                         |            |
| Olympiacos       | José Luis Mendilibar                                                           |                         |            |
| Panaitōlikos     | Giannis Petrakis                                                               |                         |            |
| Panathīnaïkos    | Diego Alonso (1ª-9ª) Rui Vitória (10ª-)                                        |                         |            |
| Panserraikos     | Michalis Grigoriou (1ª-4ª) Juan Ferrando (5ª-)                                 |                         |            |
| PAOK Salonicco   | Răzvan Lucescu                                                                 |                         |            |
| Volo             | Joaquín Gómez (1ª-10ª) Kostas Bratsos (11ª-24ª) Konstantinos Georgiadis (25ª-) |                         |            |

## Classifica

### Stagione regolare
|  | Pos. | Squadra          | Pt | G  | V  | N  | P  | GF | GS | DR  |
|  | ---- | ---------------- | -- | -- | -- | -- | -- | -- | -- | --- |
|  | 1.   | Olympiacos       | 60 | 26 | 18 | 6  | 2  | 45 | 16 | +29 |
|  | 2.   | AEK Atene        | 53 | 26 | 16 | 5  | 5  | 44 | 16 | +28 |
|  | 3.   | Panathīnaïkos    | 50 | 26 | 14 | 8  | 4  | 31 | 22 | +9  |
|  | 4.   | PAOK             | 46 | 26 | 14 | 4  | 8  | 51 | 26 | +25 |
|  | 5.   | Arīs Salonicco   | 42 | 26 | 12 | 6  | 8  | 31 | 28 | +3  |
|  | 6.   | OFI Creta        | 36 | 26 | 10 | 6  | 10 | 37 | 38 | -1  |
|  | 7.   | Atromītos        | 35 | 26 | 10 | 5  | 11 | 32 | 32 | 0   |
|  | 8.   | Asteras Tripolīs | 35 | 26 | 10 | 5  | 11 | 27 | 29 | -2  |
|  | 9.   | Panaitōlikos     | 33 | 26 | 9  | 6  | 11 | 20 | 22 | -2  |
|  | 10.  | Levadeiakos      | 28 | 26 | 6  | 10 | 10 | 30 | 34 | -4  |
|  | 11.  | Panserraïkos     | 28 | 26 | 8  | 4  | 14 | 30 | 47 | -17 |
|  | 12.  | Volo             | 22 | 26 | 6  | 4  | 16 | 20 | 42 | -22 |
|  | 13.  | Athens Kallithea | 21 | 26 | 4  | 9  | 13 | 24 | 40 | -16 |
|  | 14.  | Lamia            | 15 | 26 | 3  | 6  | 17 | 14 | 44 | -30 |

Legenda:

      Ammesse ai Play-off 1
      Ammesse ai Play-off 2
      Ammesse ai Play-off retrocessione
Regolamento:

Tre punti a vittoria, uno a pareggio, zero a sconfitta.

### Play-off 1
|                   | Pos. | Squadra       | Pt | G  | V  | N | P  | GF | GS | DR  |
| ----------------- | ---- | ------------- | -- | -- | -- | - | -- | -- | -- | --- |
| Grecia (bandiera) | 1.   | Olympiacos    | 75 | 32 | 23 | 6 | 3  | 58 | 22 | +36 |
|                   | 2.   | Panathīnaïkos | 59 | 32 | 17 | 8 | 7  | 42 | 32 | +10 |
|                   | 3.   | PAOK          | 58 | 32 | 18 | 4 | 10 | 62 | 37 | +25 |
|                   | 4.   | AEK Atene     | 53 | 32 | 16 | 5 | 11 | 48 | 28 | +20 |

Legenda:

      Campione di Grecia e ammesso alla UEFA Champions League 2025-2026
      Ammesse alla UEFA Champions League 2025-2026
      Ammesse alla UEFA Conference League 2025-2026
Regolamento:

Tre punti a vittoria, uno a pareggio, zero a sconfitta.

### Play-Off 2
|  | Pos. | Squadra          | Pt | G | V | N | P | GF | GS | DR |
|  | ---- | ---------------- | -- | - | - | - | - | -- | -- | -- |
|  | 1.   | Arīs Salonicco   | 35 | 6 | 4 | 2 | 0 | 11 | 4  | +7 |
|  | 2.   | Asteras Tripolīs | 27 | 6 | 3 | 0 | 3 | 8  | 11 | -3 |
|  | 3.   | Atromītos        | 26 | 6 | 2 | 2 | 2 | 7  | 5  | +2 |
|  | 4.   | OFI Creta        | 20 | 6 | 0 | 2 | 4 | 3  | 9  | -6 |

Legenda:

      Ammessa alla UEFA Conference League 2025-2026
Regolamento:

Tre punti a vittoria, uno a pareggio, zero a sconfitta.

### Play-Off 3
|  | Pos. | Squadra          | Pt | G  | V  | N  | P  | GF | GS | DR  |
|  | ---- | ---------------- | -- | -- | -- | -- | -- | -- | -- | --- |
|  | 11.  | Levadeiakos      | 50 | 36 | 13 | 11 | 12 | 50 | 43 | +7  |
|  | 12.  | Panaitōlikos     | 48 | 36 | 13 | 9  | 14 | 29 | 31 | -2  |
|  | 13.  | Volo             | 39 | 36 | 11 | 6  | 19 | 36 | 52 | -16 |
|  | 14.  | Panserraïkos     | 37 | 36 | 10 | 7  | 19 | 40 | 61 | -21 |
|  | 15.  | Athens Kallithea | 36 | 36 | 8  | 12 | 16 | 36 | 52 | -16 |
|  | 16.  | Lamia            | 20 | 36 | 4  | 8  | 24 | 21 | 64 | -43 |

Legenda:

      Retrocessione diretta
Regolamento:

Tre punti a vittoria, uno a pareggio, zero a sconfitta.

## Statistiche

#### Classifica marcatori
| Gol |  |  | Giocatore             | Squadra       |
| --- |  |  | --------------------- | ------------- |
| 14  |  |  | Jefté Betancor        | Panserraikos  |
| 13  |  |  | Ayoub El Kaabi        | Olympiakos    |
| 12  |  |  | Loren Morón           | Aris          |
| 7   |  |  | Zini                  | Levadiakos    |
| 6   |  |  | Federico Macheda      | A. Tripolis   |
| 6   |  |  | Márk Koszta           | Volos         |
| 6   |  |  | Mady Camara           | PAOK          |
| 5   |  |  | Filip Đuričić         | Panathinaïkos |
| 5   |  |  | Tetê                  | Panathinaïkos |
| 5   |  |  | Gelson Martins        | Olympiakos    |
| 5   |  |  | Charalampos Kostoulas | Olympiakos    |
| 5   |  |  | Levi García           | AEK           |
| 5   |  |  | Frantzdy Pierrot      | AEK           |
| 5   |  |  | Taxiarchis Fountas    | OFI           |
| 5   |  |  | Carlitos              | Atromitos     |